# Мар'ївська сільська рада (Запорізький район)
| Мар'ївська сільська рада — колишній орган місцевого самоврядування у Запорізькому районі Запорізької області з адміністративним центром у с. Мар'ївка. Сільській раді підпорядковані населені пункти: - с. Мар'ївка - с. Новосергіївка - с. Смоляне - с. Уділенське |

## Склад ради
Рада складалася з 16 депутатів та голови.

### Керівний склад ради
| ПІБ                      | Основні відомості                                                    | Дата обрання | Дата звільнення |
| ------------------------ | -------------------------------------------------------------------- | ------------ | --------------- |
| Сілютіна Любов Федорівна | Сільський голова, 1954 року народження, освіта, член Партії регіонів | 26.03.2006   | 31.10.2010      |

Примітка: таблиця складена за даними джерела